# セサル・バジェホ
セサル・アブラアム・バジェホ・メンドーサ （César Abraham Vallejo Mendoza, 1892年3月16日 - 1938年4月15日）は、ペルーの詩人。

## 生涯
ペルーのラ・リベルタ県サンティアゴ・デ・チュコで誕生した。カトリックの信仰篤い家庭であった。ラ・リベルタ県にある国立トルヒーリヨ大学に通ったあと医学を学ぶためリマにある国立サン・マルコス大学医学部に移る。しかし経済的理由から休学して季節労働者として働く。のちに復学して1915年に国立トルヒーリヨ大学からスペイン文学の学士号取得。1919年に処女作『黒衣の使者ども』を発表。モデルニスモを基盤に据えながらもそれに飽き足らず故郷アンデスの懐に深く眠る豊かな土着文化の匂いをフュージョンさせている。1922年に前衛詩を散りばめた2作目の詩集『トリルセ』を発表し、翌年にヨーロッパへ発つ。フランスのパリに居住。フアン・ラレア、ビセンテ・ウイドブロ、トリスタン・ツァラ、ファン・グリスといった詩人や画家と親交を結ぶ。このころマルクス主義を学び、共産主義活動にも参加した。フランス人のジョルジェット・マリ・フィリパール・ラヴェールと出会い数年後に結婚。1928年に初めてソビエト連邦をゆき、その後も2度ほど訪れている。1930年暮れから1932年はじめまでスペインに居住。パリに戻り、同地で死去。生前に刊行された作品は少なく死後になって刊行されたものも多い。最終的に遺骸は一旦埋葬された墓地からパリにあるモンパルナス墓地に改装される。

## 日本語訳
- セサル・バジェホ全詩集　松本健二訳 現代企画室 2016年